# Supercoppa spagnola 2006 (pallavolo maschile)
La Supercoppa spagnola 2006 si è svolta il 16 settembre 2006: al torneo hanno partecipato due squadre di club spagnole e la vittoria finale è andata per la terza volta all'Almería.

## Regolamento
Le squadre hanno disputato una gara unica.

## Squadre partecipanti
| Squadra | Qualificazione                                | Ultima partecipazione    |
| ------- | --------------------------------------------- | ------------------------ |
| Pòrtol  | Vincitrice SVM 2005-06 e Coppa del Re 2005-06 | Supercoppa spagnola 2005 |
| Almería | Finalista Coppa del Re 2005-06                | Supercoppa spagnola 2005 |

## Torneo
| 16 settembre 2006 Pabellón Calle Malagón, Puertollano Durata: ? - Spettatori: ? | Pòrtol | 1 - 3 | Almería | 23-25, 22-25, 25-18, 32-30 |